# John W. Leedy

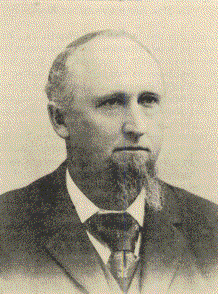
John W. Leedy

John Whitnah Leedy (* 4. März 1849 im Richland County, Ohio; † 24. März 1935 in Edmonton, Kanada) war ein US-amerikanischer Politiker und von 1897 bis 1899 der 14. Gouverneur des Bundesstaates Kansas.

## Frühe Jahre
Durch den frühen Tod seines Vaters konnte John Leedy nur sehr eingeschränkt die Schule besuchen. Er musste stattdessen seinen Beitrag zum Unterhalt der Familie leisten, indem er verschiedene Aushilfsarbeiten annahm. Gegen den Willen seiner Mutter trat er 1864 der Armee bei, um im Bürgerkrieg mitzukämpfen. Obwohl er wegen seiner Jugend abgelehnt wurde, blieb er bis Kriegsende beim Militär. Im Jahr 1865 zog er nach Princeton (Indiana), wo er drei Jahre lang in einem Ladengeschäft arbeitete. Danach ging er nach Carlinville in Illinois, wo er weitere fünf Jahre auf einer Farm tätig war. Am Ende dieser Zeit konnte er sich mit seinen Ersparnissen selbst eine kleine Farm kaufen.

## Politischer Aufstieg
Bis 1872 gehörte Leedy der Republikanischen Partei an, dann wechselte er zu den Demokraten. Nachdem in den 1880er Jahren die Populist Party entstanden war, trat er 1890 dieser neuen Partei bei, die dann aber wieder in der Demokratischen Partei aufging. Im Jahr 1892 wurde er für die Populisten in den Senat von Kansas gewählt. 1896 wurde er von dieser Partei als Kandidat für die Gouverneurswahl nominiert. Aufgrund der Verschmelzung der Populisten mit den Demokraten wird Leedy in den Quellen manchmal als Populist und manchmal als Demokrat aufgeführt.

## Gouverneur von Kansas
Nach der erfolgreichen Wahl konnte John Leedy sein neues Amt am 11. Januar 1897 antreten. In seine Amtszeit fällt der Spanisch-Amerikanische Krieg, an dem sich Kansas mit vier Regimentern beteiligte, wobei allerdings nur eines zum Einsatz kam. Damals wurde eine staatliche Kommission zur Beschaffung von Schulbüchern gegründet. Außerdem entstanden eine staatliche Getreidekommission und eine staatliche Druckerei. Der bisherige Eisenbahnausschuss wurde durch den so genannten „Court of Visitation“ ersetzt. Dieses Gremium wachte über alle Eisenbahnen innerhalb von Kansas und wurde unter Leedys Nachfolgern wieder abgeschafft. Während der zweijährigen Amtszeit von Gouverneur Leedy florierte die Wirtschaft des Staates. Sowohl die Industrie als auch die Landwirtschaft verzeichneten ein deutliches Wachstum. Trotzdem verfehlte Leedy im Jahr 1898 die Wiederwahl.

## Weiterer Lebenslauf
Nach dem Ende seiner Amtszeit im Januar 1899 stieg Leedy vorübergehend in das Bergwerksgeschäft ein. Er gründete die Leedy Mining Company, deren Direktor er selbst war. Im Jahr 1901 zog er nach Valdez in Alaska, wo er zwei Jahre lang als Bürgermeister amtierte. Später verlegte er seinen Wohnsitz nach Kanada. Dort ist er 1935 hochbetagt, aber ziemlich verarmt gestorben. Er war mit Sara Boyd verheiratet, mit der er drei Kinder hatte.